# Chilanga
Chilanga es un distrito del municipio de Morazán Sur, departamento de Morazán, El Salvador. De acuerdo al censo oficial de 2024, tiene una población de 9.610 habitantes.

## Historia
El pueblo es de origen lenca. En 1740 era conocido como Nuestra Señora de la Concepción de Chilanga y perteneció al Partido de Gotera en 1786. Después de formar parte del departamento de San Miguel, fue anexado a su actual circunscripción en Morazán. 
En el 16 de mayo de 1907, la Asamblea Nacional Legislativa emitió el decreto legislativo que erigió en pueblo los valles pertenecientes a la jurisdicción de Chilanga llamados Piedra Parada, Joya del Matazano y Pueblo Viejo (Esta última hoy es un caserío de Yoloaiquin) con la denominación de Veracruz. El decreto fue sancionado por el presidente Fernando Figueroa en el 18 de mayo. Mas no duró este pueblo, y sus valles fueron reincorporados a la jurisdicción de Chilanga.
En 1914 el poblado obtuvo el título de «villa» y desde 4 de marzo de 2002 que la Asamblea Legislativa le otorgó el título de «Ciudad»

## Información general
El distrito cubre un área de 34,33 km² y la cabecera tiene una altitud de 300 m s. n. m. El topónimo Lenca salvadoreño Chilanga significa «La Ciudad de las Nostalgias». El territorio es principalmente montañoso. Las fiestas patronales se celebran en el mes de julio en honor a María Magdalena.